# 의빈 성씨
의빈 성씨(宜嬪 成氏, 1753년 8월 6일 (음력 7월 8일) ~ 1786년 10월 24일 (음력 9월 14일)의 본관은 창녕(昌寧)이고 이름은 덕임(德任)이다. 조선 제22대 왕 정조(正祖)의 후궁이며, 문효세자의 어머니이다.

## 개요
의빈 성씨(宜嬪 成氏)의 본관은 창녕(昌寧)이고 이름은 덕임(德任)이며 1753년(영조 29)에 태어났다. 1762년(영조 38) 이후에 입궁하여 궁녀가 되었다. 1766년(영조 42) 무렵에 정조가 승은을 내리자 효의왕후에게 자녀가 없다는 이유로 사양했다. 1773년(영조 49)에 청선공주, 청연공주, 궁녀 영희, 경희, 복연과 고전소설 《곽장양문록》을 국문 필사했다. 1780년(정조 4) 무렵 정조가 다시 승은을 내리자 거듭 고사하였는데 하인이 벌을 받게 되자 결국 후궁이 되었다. 1782년(정조 6)에 문효세자를 낳고 상의(尙儀: 정5품)에서 소용(昭容: 정3품)으로 품계가 올랐다. 1783년(정조 7)에 아들이 원자가 되면서 정조로부터 빈호 '의(宜)' 자를 받고 빈(嬪)으로 진봉되었다. 1784년(정조 7)에 옹주를 낳았지만 해를 넘기지 못하고 사망하였고 이해 아들이 왕세자로 책봉되었다. 1786년(정조 10)에 문효세자가 사망했고 6개월 뒤에 의빈도 출산을 앞두고 사망했다. 묘(墓)는 의빈의 소원대로 효창원에서 백 걸음 떨어진 왼쪽 산등성이에 조성되었다. 사당은 정조 연간에 의빈궁(宜嬪宮)이 되었다. 1873년(고종 10)에 의빈궁(宜嬪宮), 저경궁(儲慶宮), 대빈궁(大嬪宮), 육상궁(毓祥宮), 연호궁(延祜宮), 경우궁(景祐宮), 선희궁(宣禧宮)을 궁(宮)으로 명명하였고 1898년(광무 2)에 칠궁(七宮)이라고 하였다. 1908년(융희 2)에 제사 제도가 개정되어 칠궁에서 제외되었다. 1944년에 일제가 서삼릉 경내 후궁 묘역으로 이장했다.

## 생애

### 초년기

#### 가계
의빈 성씨(宜嬪 成氏)의 본관은 창녕이고 이름은 덕임(德任)이며, 1753년(영조 29) (음력) 7월 8일에 태어났다. 부친은 증 찬성(贈 贊成) 성윤우(成胤祐)이고 모친은 증 정경부인(贈 貞敬夫人) 부안 임씨(扶安 林氏)이다.
의빈의 신분과 집안은 한미하여 높은 관직에 임명되어 두각을 드러낸 사람은 없었다. 고조부 성경(成景)은 군자감 정(정3품)의 자리에 올랐다. 하지만 증조부 성근립(成謹立)과 조부 성수산(成壽山)은 평생 관직에 오르지 못했다. 1787년(정조 11) 이전에 성근립은 판결사(정3품), 성수산은 좌윤(종2품)에 증직되었다. 1787년(정조 11년)에 성근립은 이조참판(종2품), 성수산은 이조판서(정2품)로 재 추증되었다.
부친 성윤우는 헌경왕후의 부친 영풍부원군 홍봉한(洪鳳漢) 및 승지 한준증(韓俊增)의 청지기, 미포아문 고직을 지냈다. 1753년(영조 29)에 교련관으로 무관직에 올라 1754년(영조 30)에 경복궁 가위장, 1755년(영조 31)에 절충장군(정3품)이 되었고, 가선대부(종2품)를 거쳐 1761년(영조 37)에 첨절제사(종3품)가 되었다. 이후 의빈이 17세가 되는 1769년(영조 48)에 사망했다. 모친 부안 임씨는 증 통덕랑(贈 通德郎) 임종주(林宗胄)의 딸이고 성윤우의 초배 장흥 마씨(長興 馬氏)가 사망하자 계배가 되었고, 의빈이 4세가 되는 1756년(영조 32)에 사망했다. 이후 단양 지씨(丹陽 池氏)가 세 번째 계배가 되었다.
첫째 오빠 성담(成湛)은 무과에 합격했지만 무관직을 받기 전에 사망했다. 둘째 오빠 성협(成浹)은 동궁 내례(승정원, 액정서에 속한 하인) 등을 거쳐 절충장군(정3품)이 되었다. 셋째 오빠 성완(成浣)은 1782년(정조 6)에 문효세자가 태어난 지 일주일이 지났을 때 정조가 "지금으로서는 외인(外人)과 내통하게 해서는 안 된다."라는 이유로 어영청 군교직을 파면당했다. 그 후로 호조 서리가 되었고 1789년(정조 13)에 부사용(종9품)이 되었다. 넷째 오빠 성숙(成淑)은 《어제의빈묘지명》에서 정조가 "의빈은 오빠가 두 명 있다." 라고 하여서 일찍이 사망했다. 막냇동생 성흡(成洽)은 1784년(정조 8)에 무과에 합격했고 교련관을 거쳐 만호(종4품)의 자리에 올랐다.
《창녕성씨상곡공파보》에 등록되지 않은 고모는 공조판서 정방(鄭枋)의 첩, 언니는 홍낙성(洪樂性)의 첩이어서 의빈은 정방, 홍낙성과 인척 관계였다. 정방은 1784년(정조 8)부터 부총관, 한성 좌윤, 참판, 판의금부사 등의 직위를 거쳐 1786년(정조 10)에 공조판서(정2품)가 되었다. 정방의 조카 정복환(鄭福煥)은 1786년(정조 10)에 부안 현감(종6품)이 되었고 1787년(정조 11)에 홍문관 교리(정5품)가 되었다.이로 인하여 당대 사람들은 정방과 정복환이 의빈과 인척 관계여서 각각 공조판서와 홍문관 교리가 되었다고 비웃은 일화가 있다. 홍낙성은 영조와 정조로부터 각별한 신임을 받았고 1783년(정조 7)에 좌의정(정1품)이 되었다.

### 궁녀 생활

#### 입궁
황윤석의 《이재난고》에 따르면 부친 성윤우가 홍봉한의 청지기를 지냈던 인연으로 인하여 1762년(영조 38) 이후에 입궁하였고 혜경궁 홍씨가 친히 길렀다. 또는 성윤우가 전포아문 관리와 7천 냥을 범포하는 바람에 죽을 지경에 이르자 혜경궁 홍씨가 의빈 성씨를 거두었다. 하지만 《조선왕조실록》에는 이 같은 사건이 나오지 않는다.

#### 첫 번째 승은
1766년(영조 42) 무렵 정조가 승은을 내리자 울면서 "효의왕후에게 자녀가 없으니 감히 승은을 받들 수 없다."라고 하며 죽음을 맹세했다. 그러자 정조는 더 이상 종용하지 않았다.

#### 《곽장양문록》 필사
1773년(영조 49년)에 청연공주, 청선공주, 궁녀 영희, 경희, 복연과 고전소설 《곽장양문록》(전 10권 10책)을 국문 필사하였다. 이 소설은 필사 시기가 알려진 소설 가운데 최고로 오래된 필사소설이며, 의빈이 필사한 부분의 하단에는 '의빈 글시'라고 표기되어 있다.

### 후궁 생활

#### 두 번째 승은
1780년(정조 4) 무렵 정조가 다시 승은을 내리자 또 고사하였는데, 하인이 벌을 받게 되자 결국 승은을 받아들이고 상의(尙儀: 정5품)가 되었다.

#### 후궁 봉작
“하교하신 대로 소용궁(昭容宮)에게 올릴 빈호(嬪號)에 대한 일로 좌의정 이복원, 우의정 김익에게 가서 물으니, ‘철(哲) 자, 태(泰) 자, 유(裕) 자, 흥(興) 자, 수(綏) 자가 좋을 듯하나 감히 하나로 적시하여 대답하지는 못하겠습니다.’ 하였습니다.”

하여, 하교하기를,
“의(宜) 자로 하라.”

하였다.
1782년(정조 6) 8월 26일 전에 상의(정 5품)가 되었고 문효세자가 태어난 날에 소용(정3품) 봉작을 받았다. 12월에 작호(爵號)를 올리는 일을 도목정사(관리의 치적을 심사하여 면직하거나 승진 시킴)에서 거행했고 1783년(정조 7)에 의빈(정1품)으로 진봉했다. 정조는 좌의정 이복원(李福源)과 우의정 김익(金熤)에게 빈호를 의논해서 정하라고 했는데 직접 '의(宜)'자로 정했다.

#### 문효세자와 옹주 출생
왕자(王子)가 탄생하였다. 임금이 승지와 각신(閣臣)들을 불러 보고 하교하기를,

"궁인(宮人) 성씨(成氏)가 태중(胎中)이더니 오늘 새벽에 분만하였다. 종실이 이제부터 번창하게 되었다. 내 한 사람의 다행일 뿐만 아니라, 머지않아 이 나라의 경사가 계속 이어지리라는 것을 확실히 알 수 있으므로 더욱더 기대가 커진다.‘후궁은 임신을 한 뒤에 관작을 봉하라.’는 수교(受敎)가 이미 있었으니, 성씨를 소용(昭容)으로 삼는다."
하니, 신하들이 경사를 기뻐하는 마음을 아뢰었다. 임금이 이르기를,
"비로소 아비라는 호칭를 듣게 되었으니, 이것이 다행스럽다."
하였다. 또 시임 대신과 원임 대신을 불러 보았는데, 모두가 말하기를,
"하늘에 계신 조종께서 우리 나라를 돌보시어서 남아가 태어난 경사가 있었습니다. 더구나 이 달은 우리 선대왕께서 탄생하신 달이고 우리 전하께서 탄생하신 달인데다가 왕자께서 또 이 달에 탄생하셨으니, 경사에 대한 기쁜 마음을 금할 수 없습니다. 대신이 뜨락에서 문안을 올리려고 합니다."
하니, 하교하기를,
"모든 일에는 순서가 있는 법인데, 명호(名號)를 정하기 전에 뜨락에서 문안을 드리는 것은 근거할 만한 전례가 없다. 더구나 을묘년에도 이러한 예가 없었으니, 하지 말도록 하라."

하였다.
1782년(정조 6) 8월 26일에 공조판서 서유경(徐有慶)을 권초관(捲草官)으로 삼았다. 9월 7일 인시(새벽 3시~5시)에 창덕궁 연화당에서 문효세자를 낳았다. 연화당은 선정전 동쪽에 있고 청기와 등을 사용한 인경궁의 전각들을 옮겨놓은 건물 중 하나여서 매우 웅장하고 화려했다. 이날 혜경궁은 본가에서 데려온 유모 아지와 몸종 복례를 호산청으로 보내서 해산을 돕게 했다. 정조는 “비로소 아비라는 호칭을 듣게 되었으니, 이것이 다행스럽다.”, "많고 많은 일 중에 이보다 더 기쁜 일은 없었다."라고 했다.
 내가 이르기를,

“조금 전에 순산(順産)하여 딸을 얻었다. 아들이 있는 데다가 또 딸이 생겼으니, 내가 참으로 기쁘다.”

하니, 김사목이 아뢰기를,

“신들도 이루 말할 수 없이 경사스럽고 기쁘게 생각합니다.”
하였다.
1784년(정조 8) 윤3월 20일 묘시(오전 5시~7시)에 옹주를 낳았다.
그 외,  황윤석의 《이재난고》에 따르면 1780년(정조 4)에 의빈으로 추정되는 나인이 임신 중이었다. 1781년(정조 5)에 의빈이 임신 중이었다.

#### 문효세자 책봉
문효세자는 태어난 지 100일이 안 된 1782년(정조 6) 11월에 원자로 책봉되었다. 1784년(정조 8) 7월에 왕세자로 책봉되었고 8월에 정조가 문효세자를 위해 지은 창덕궁 중희당에서 왕세자 책봉 예식을 거행했다.

#### 본가 증직
1784년(정조 8)에 형조 판서 조시준(趙時俊), 영의정 서명선(徐命善)이 문효세자 사친의 본가를 증직해야 된다고 했지만 《속대전》에 왕세자의 사친 3대를 추증한 사례가 없어서 보류되었다. 1785년(정조 9)에 좌의정 홍낙성이 다시 아뢰자 정조는 왕세자 사친의 부친을 추증하는 것이 근거할 만한 문적은 있지만 알 수 없는 점이 많고, 선조가 내렸던 하교는 일시적이었을 것이라며 보류했다. 이외에도 홍봉한의 경우는 어디에 추증해야 하는지, 문효세자는 효의왕후의 아들로 삼았으니 세자 사친의 부친에 대한 추증은 중요한 관계가 없다는 등의 이유로 매번 허락하지 않았다. 12월에 홍낙성이 또 아뢰자 정조는 급한 것이 아니니 내년 봄을 기다려서 하는 것이 좋겠다고 재차 미루었다. 1786년(정조 10)에 문효세자가 사망하고 나서 좌의정 이복원(李福源)이 왕세자의 사친 본가를 증직하는 것은 법전에 나와 있고, 곧 《선원보략》을 수정하니 문효세자의 사친 본가를 추증해야 된다고 하자 정조가 승낙했다. 이후 증조부 성근립은 이조참판(종2품), 증조모 충주 유씨는 정부인, 조부 성수산은 이조판서(정2품), 증조모 김해 김씨, 창원 황씨는 정부인에 증직되었다. 부친 성윤우는 좌찬성(종1품), 모친 부안 임씨는 정경부인에 추증되었다. 다만 전모 장흥 마씨와 계모 단양 지씨가 정경부인에 추증되었는지 확인되지 않는다.

#### 옹주와 문효세자의 요절
옹주는 1784년(정조 8) 5월에 궁궐 밖으로 피우(避寓) 했는데 5월 12일 신시(오후 3~5시)에 경기(驚氣)로 갑자기 사망했다. 이날 정조는 “나는 잊겠다. 어찌 슬픔을 이길 수 없겠는가. 다만 자궁(慈宮, 혜경궁)께 슬픔을 끼친 것이 매우 걱정스럽다."라고 했다.ref>《일성록》 1784년(정조 8) 5월 12일</ref> 정조는 옹주를 잃은 슬픔으로 5월 13일에 정사를 돌보지 않았다. 옹주의 장례는 무관 임률(任嵂)이 주관했다.
문효세자는 1786년(정조 10) 5월 3일부터 홍역을 앓았다. 증상이 호전되어서 5월 6일에 의약청을 철수하였다. 그러나 5월 10일부터 증세가 심해졌고 다음 날 미시(오후 1~3시)에 창경궁 자경전 동쪽 행각에서 사망했다.

#### 사망
의빈(宜嬪) 성씨(成氏)가 졸(卒)하였다. 하교하기를,

"의빈의 상례(喪禮)는 갑신년의 예에 따라 후정(後庭)의 1등의 예로 거행하라."

하였다. 처음에 의빈이 임신하였을 때 약방 도제조 홍낙성이 호산청(護産廳)을 설치하자고 청하자, 출산할 달을 기다려 하라고 명하였는데, 이때 이르러 병에 걸려 졸(卒)한 것이다. 임금이 매우 기대하고 있다가 그지없이 애석해 하고 슬퍼하였으며, 조정과 민간에서는 너나없이 나라의 근본을 걱정하였다. 홍낙성이 아뢰기를,

"5월 이후로 온 나라의 소망이 오직 여기에 달려 있었는데 또 이런 변을 당하였으니, 진실로 어쩔 줄을 모르겠습니다."

하니, 임금이 말하기를,

"병이 이상하더니, 결국 이 지경에 이르고 말았다. 이제부터 국사를 의탁할 데가 더욱 없게 되었다."

하였다. 이는 대체로 의빈의 병 증세가 심상치 않았으므로 당시 사람들이 무슨 빌미가 있는가 의심하였다고 하였다.

의빈은 마음이 약해서 칠정(七情: 마음의 병) 증세가 있었는데 문효세자가 사망하자 중병에 걸렸다. 본궁으로 피접을 갔고 증세가 조금 나아지자 다시 돌아왔다. 하지만 1786년 9월 14일 미시(오후 1시~3시)에 임신 9개월의 몸으로 사망했다.
당시 정확히 알 수 없는 병으로 사망하였는데 《어제의빈묘지명》과 《이재난고》에 기록된 의빈의 증세는 임신중독증의 증상(해산할 달에 기력이 가라앉음, 정신 혼미, 사지가 뻣뻣해짐, 명치 부위의 통증 등)과 대부분 일치한다.

#### 독살설
은언군

1786년(정조 10)에 상계군(常溪君)이 의문사 한 뒤에 정순왕후는 "의빈과 문효세자는 온갖 증세가 처음부터 괴이 했는데 이는 은언군이 아들 상계군을 왕으로 세우려고 독살 했다."라고 주장하며 진상이 밝혀지기 전까지 식음을 전폐하겠다는 언문 교지를 내렸다. 이후 구선복(具善復)이 상계군(常溪君)을 추대 하려 했던 사실이 드러나면서 구선복은 능지처사 되고 은언군(恩彦君)은 강화도로 유배 되었다.
내관 이윤묵

손용득(孫龍得)이 "내관 이윤묵(李允默)이 의빈을 독살했다는 의혹스러운 소문이 파다하다."라고 했다. 하지만 정조는 의빈의 약을 조제하고 달일 때 반드시 직접 검열했기 때문에 근거 없는 말이라고 했다. 이로 인해 손용득은 유배형을 받았다. 이윤묵은 당시 이미 유배 중이었다.
화빈 윤씨

1786년(정조 10)에 "의빈은 자현(子懸: 임신 중에 태기가 고르지 못하고 위로 치밀어 답답하고 숨이 참) 증상으로 갑자기 졸하였다. 화빈 윤씨가 독살하였고 이로 인하여 쫓겨났다."라는 소문이 있었다.

## 사후

### 예장
"의빈(宜嬪) 성씨(成氏)가 졸(卒)하였다. 하교하기를,

“의빈의 상례(喪禮)는 갑신년의 예에 따라 후정(後庭)의 1등의 예로 거행하라.”
하였다. 처음에 의빈이 임신하였을 때 약방 도제조 홍낙성이 호산청(護産廳)을 설치하자고 청하자, 출산할 달을 기다려 하라고 명하였는데, 이때 이르러 병에 걸려 졸(卒)한 것이다. 임금이 매우 기대하고 있다가 그지없이 애석해 하고 슬퍼하였으며, 조정과 민간에서는 너나없이 나라의 근본을 걱정하였다.
 홍낙성이 아뢰기를,
“5월 이후로 온 나라의 소망이 오직 여기에 달려 있었는데 또 이런 변을 당하였으니, 진실로 어쩔 줄을 모르겠습니다.”
하니, 임금이 말하기를,
“병이 이상하더니, 결국 이 지경에 이르고 말았다. 이제부터 국사를 의탁할 데가 더욱 없게 되었다.”

하였다. 이는 대체로 의빈의 병 증세가 심상치 않았으므로 당시 사람들이 무슨 빌미가 있는가 의심하였다고 하였다."
의빈이 사망하자 정조는 "병이 괴이하여 끝내 이 지경에 이르렀으니 참으로 측은하다. 잠을 잘 자고 잘 먹고 있으며 마음은 놀랄 것이 별로 없지만, 걱정스러운 점은 지금 이후로는 나랏일을 더욱 기대할 곳이 없다."라고 하였다. 장례 절차는 영빈 이씨의 전례를 따라 후궁 1등의 예로 거행하려고 했다. 하지만 그해 흉년이 들었고 문효세자 예장과 칙명을 전달하는 사신의 행차로 인하여 재정 상황이 좋지 않았다. 또한 호조 예산도 탕진되어서 도감(都監)을 세우지 못했다. 결국 모든 비용을 절감하고 호조와 전의감에 특별히 따로 설치해서 예장을 거행하되, 절차는 영빈 이씨의 규례를 따랐다. 9월 16일 묘시(오전 5시~7시)에 의빈을 입관했고 빈소는 안현(安峴)의 본궁(本宮)으로 정했다.  궁(宮)과 묘(墓)의 제향을 정하고 11월 20일에 효창원(孝昌園) 왼쪽 언덕 임좌(壬坐)의 자리에 장사 지냈다. 예장 때 금성위 박명원(朴明源), 서유녕(徐有寧), 서용보(徐龍輔), 김사목(金思穆), 서유방(徐有防) 등 정조의 신임을 받는 신하들이 참여하였다. 이복원(李福源), 조경(趙璥), 김종수(金鍾秀), 김재찬(金載瓚) 등이 만사(挽詞)를 지었다.

### 묘소
정조는 의빈의 소원을 따라 묘산(墓山)을 효창묘(孝昌墓) 왼쪽 산등성이로 정하고 효창묘와 백 걸음 떨어진 곳에 의빈묘(宜嬪墓)를 조성했다. 문효세자는 효의왕후의 양자로 입적되었고 비록 의빈이 문효세자의 사친(私親)이지만 아들보다 서열이 낮았다. 또한 숙종이 숙빈 최씨의 묫자리를 명선공주와 명혜공주의 묘 근처로 정한 내관(內官) 장후재(張厚載)를 파직하고 다시 정하도록 했던 일도 있었기 때문에 이례적이었다. 당시 효창묘(孝昌墓) 영역은 지금의 효창동, 청파동, 공덕동 일대로 묘역이 굉장히 넓고 송림이 울창했다. 효창묘 경내에 있는 의빈묘(宜嬪墓)는 곡장이 삼면으로 둘러져 있고 혼유석, 명등석, 망주석 한쌍, 문인석 한쌍, 묘상표석, 비각, 제각이 있었다.
정조는 1787년(정조 11)부터 1790년(정조 14) 5월까지 의빈의 묘소와 사당을 여러 차례 방문했다. 1790년(정조 14) 7월에 순조가 태어난 이후로는 더 이상 방문하지 않았다. 1870년(고종 7)에 효창묘는 효창원(孝昌園)으로 승격되었다. 1944년에 일제가 강제로 본래의 원(園)과 묘(墓)의 모습을 훼손 시키며 의빈묘(宜嬪墓)는 서삼릉 경내 후궁 묘역으로, 효창원(孝昌園)은 의령원(懿寧園) 앞으로 이장했다.

### 사당

#### 의빈궁(宜嬪宮)
1790년(정조 14) 《문희묘영건청등록》에 의빈(宜嬪)의 사당을 의빈묘(宜嬪廟)라고 하였다. 1795년(정조 19) 《내수사각방상하책》에 의빈궁이 기록 되었다.  《등록》에 의빈궁(宜嬪宮)이 쓰인 시기는 1797년(정조 21) 이후에 완성한 《제물등록》이다. 의빈궁은 명일(명절, 국경일 총칭)에 육상궁(숙빈 최씨), 선희궁(영빈 이씨)와 작헌례(사당·능원에 술잔을 올리는 예식)를 같은 예로 지냈다. 숙빈 최씨는 영조의 사친, 영빈 이씨는 장조의 사친이다. 1790년(정조 14)에 유빈 박씨가 낳은 순조가 있었다. 그러므로 의빈을 삼궁(三宮) 중 하나로 제사를 지낸 일은 이례적이었다. 1799년(정조 23) 《사전사례편고》에는 의빈궁묘, 덕흥궁묘(덕흥대원군), 대빈궁묘(희빈 장씨), 선희궁묘(영빈 이씨)를 <사궁(私宮)>이라고 하였다. 이를 바탕으로 의빈의 호칭 자체로 사당을 의빈궁(宜嬪宮)이라 한 것으로 보인다. 비슷한 예로 희빈 장씨(옥산부대빈)는 대빈(大嬪)이라는 호칭 자체로 사당을 대빈궁(大嬪宮)이라고 하였다.

#### 안현궁(安峴宮)
1786년(정조 10)에 의빈의 빈소를 안현의 본궁에 차려서 안현궁(安峴宮)이라고 하였다. 비슷한 예로 인조가 왕위에 오르기 전에 살았던 곳이 한성부 남부 회현방 송현에 있어서 송현궁(松峴宮)이었다.

#### 의빈궁(宜嬪宮)의칠궁(七宮) 제향과 폐지
1873년(고종 10)에 저경궁(인빈 김씨), 대빈궁(희빈 장씨), 육상궁(숙빈 최씨), 연호궁(정빈 이씨), 경우궁(유빈 박씨), 선희궁(영빈 이씨), 의빈궁(의빈 성씨)을 <궁(宮)>이라고 하였다. 1898년(광무 2)에 <궁(宮)>을 칠궁(七宮)이라고 하였다.
 〈개정한 제사 제도〔享祀釐正〕〉

저경궁, 대빈궁, 연호궁, 선희궁, 경우궁에 봉안한 신위는 육상궁 안에 각별히 신주의 방을 만들어 합사하고, 폐궁(廢宮)의 경우 연호궁을 제외하고 모두 국유로 이속시킨다. 신위를 이안하는 절차는 궁내부에서 따로 이를 정한다. 의빈궁(宜嬪宮), 경수궁(慶壽宮), 영소묘(永昭廟), 문희묘(文禧廟)에 봉안한 신위는 매안(埋安)하고 해당 궁과 사당은 의빈궁을 제외하고 모두 국유로 이속시킨다. 다만 의빈궁과 경수궁의 묘소에는 영소묘와 문희묘의 원소(園所) 예에 따라 1년에 한 번씩 제사를 지내고, 매안 절차는 궁내부에서 따로 이를 정한다.
1908년(융희 2)에 제사 제도가 개정되어서 국왕의 사친이 아닌 의빈궁은 칠궁에서 폐궁되었다.

## 정조 어제문(正祖 御製文)

### 어제의빈묘표(御製宜嬪墓表)
내가 즉위한 지 10년이 되는 병오(1786년) 9월 갑신(14일)에 의빈 성씨가 죽었다. 당해 5월에 문효세자를 잃었을 때 빈은 임신 중이었는데 해산 달이 가까워졌을 때 빈이 마침내 세상을 떠났다. (빈이) 죽기 전날 저녁에 옷깃을 여미고 눈물을 흘리며 나에게 말하기를 "나라의 왕손을 번성하는 소망이 정전에게 있지 아니하고 천신(천한 신하)에게 있는데 천신의 병이 깊어 곧 죽음을 앞두고 있으니 걸맞지 않은 재앙입니다. 지금부터 이후로 자주 정전에 나아가서 부지런히 후사를 구한다면 죽어도 여한이 없습니다." 하였다. 대체로 내전(효의왕후)이 일찍이 자식을 낳고 기르지 못하였음을 평상시에 근심하고 탄식하였다. 승은을 처음 내렸을 때 (빈은) 간절히 사양하며 감히 시중들지 아니하려고 틈을 타서 정성스럽게 아주 간절히 간하는 바가 한결같았다. 그런데 숨을 겨우 이어 가고 있을 때 오히려 기운을 내고 온 힘을 다하여 완연히 진심으로 우러나오는 말을 하였으니 사람을 감동시키기에 족하였다. (그리하여) 나도 모르게 얼굴빛을 고치고 그러겠노라고 했다. 

내가 보건대 예로부터 첩이 부귀영화를 누리면 정위(정실)를 받들어 모시도록 핍박받는 것을 싫어하고 계속해서 첩이 정실을 능멸하고 본분을 멸시하였으며, 죽음에 임하면 염려하며 생가(生家)에 의탁하려 하였고 죽고 난 뒤에는 영광을 받는 요행에 연연하지 않는 일이 드물었다. 빈은 영화롭다 하여 스스로를 높이지 않았고 죽음을 앞에 두었을 때는 스스로 서글퍼하지 아니하고 오로지 고심하며 내전(효의왕후)이 뜻을 펼치고 소원이 이루어진 뒤에야 비로소 그만 둘 따름이었으니 그 어짊이 어찌 얻기 쉬울 수 있겠는가? 
문효(세자)는 빈의 아들이다. 빈은 저군(왕세자)의 어머니가 되고 나서 더욱 스스로 겸손하고 삼가며 거처하는 집을 수리하지 않고 옷과 음식을 검약하게 하고자 힘쓰며 말하기를 "내가 오늘이 있기를 감히 바란 적 없거니와 다시 조금이라도 지난날에 비해 사치한다면, 내 몸에 재앙이 드는 것은 논할 겨를이 없을 것이며 어찌 동궁(왕세자)을 위해 복을 소중히 아낀다고 할 수 있겠는가." 하였다. 나는 엄격하게 단단히 잡아 단속하는지라 일찍이 은총을 내린 적이 없었다. 이따금 견디기 어려운 일이 있어도 (빈은) 조금도 어려운 기색 없이 삼가 칙령을 지켰고 혹여 실수를 할까 두려워하며 시종일관 해이하지 않았다. (빈은) 궁궐에 거처 한 지 20여 년 동안 다른 사람을 흘겨보는 일이 없었고 특별히 내전(효의왕후)의 친애를 받았다. 내전은 그 죽음에 곡하며 형제간에 그리워하는 마음으로 몹시 슬퍼하였으니 그러한 어짊이 남보다 훨씬 더 뛰어나지 않겠는가? 
빈은 영조 29년 계유(1753년) 7월 8일에 태어났고 향년은 34세이다. 본관은 창녕으로 고려 중윤 인보가 시조이다. 중윤의 아들은 문하시중을 지냈던 송국이고 그의 증손은 검교정승을 지냈던 문정공 여완인데 비로소 조선에 들어와서 벼슬을 이어나가 명망 있는 가문이 되었으나 그 후로 중간에 쇠하다가 제릉(신의왕후 한씨의 능) 참봉을 지냈던 만종이 비로소 막혀있던 벼슬길을 열었고 다시 3대가 지나서 군자감정에 올랐던 경이 곧 빈의 7대 고조가 된다. 증 찬성 윤우와 증 정경부인 임씨는 빈의 부모이고 문효(세자)의 외가 사친(외조부모)이기에 추증하는 은전을 베풀었다. 

대저 여항의 비천한 곳에서 이처럼 빼어나게 어진 성품으로 태어났고 원량(왕세자)이 탄생하자 빈의 지위에 오르는 은총을 입었으니 자못 우연이 아닐 듯하다. 그러나 문효(세자) 묘소의 흙이 아직 마르지 않았는데 빈과 또한 배 속의 아이도 갑작스럽게 그 목숨을 잃었음에 내가 죽음을 슬퍼하며 아까워함은 단지 빈 한 사람 때문만은 아닐 따름이다. 죽은 지 석 달이 지나서 경인(11월 20일)에 고양군 율목동 임좌(정남향에서 약간 동쪽으로 기울어진 방향)의 언덕에 장사하였는데 문효(세자)의 묘와 백 보 떨어져 있는데 빈의 소원을 따른 것이다. 죽은 자도 본디 앎이 있다고 하니 위로가 될 것이고 (서로의 무덤이) 매우 가까이 있으니 위로가 될 것이니라. 내가 빈의 언행과 본말을 기록하여 무덤에 넣고 또한 묘석에 대략적으로 글로 새겼으니 후대로 하여금 빈의 어진 모습을 애석해하고 그 운명의 불행함을 슬퍼할 따름이다.

### 어제의빈묘지명(御製宜嬪墓誌銘)
정조는 의빈묘(宜嬪墓)의 묘표(墓表)와 묘지명(墓誌銘)을 손수 지었다. 전면대자(前面大字)는 금성위(錦城尉) 박명원(朴明源), 음기(陰記: 비석 뒷면에 새긴 글)는 서용보(徐龍輔)가 썼다. 비석은 1786년(정조 10) 11월에 세웠다.
 의빈 성씨는 문효세자의 어머니이다. 문효가 병오년(1786, 정조 10) 5월에 세상을 떠나고 여섯 달이 지난 갑신(9월 14일)에 빈 또한 세상을 떠났다. (빈이) 죽은 지 석 달이 지난 경인(11월 20일)에 고양군 율목동 문효의 묘 왼쪽 산등성이 임좌(정남향에서 약간 동쪽으로 기울어진 방향)의 언덕에 장사하였다. 빈은 문효를 잃은 이후로 항상 원하기를 (자신이) 죽으면 문효의 묘 곁으로 돌아가 묻히고자 하였다. 지금에야 그 소원을 이루었으니 빈은 오히려 한을 풀고 문효의 영혼을 위로할 터인가? 오호라 슬프도다.

빈은 나면서부터 맑고 총명하여 한 살이 지나자 능히 이름을 구분할 줄 알았다. 용모와 행동은 고결하고 단정하고 온화하며 상서로웠다. 열 살이 넘어서 궁중에 뽑혀 들어왔는데 모든 왕실 친척 여인들이 높은 집안 혈통인 줄 알았으며 타고난 기품이 남달라 능히 겸손을 지니고 검약을 이행했다. 의리의 큰 줄기를 분명하게 판별하고 굳게 지키며 조금도 변하지 아니하였다. 처음 승은을 내렸을 당시 내전(효의왕후)에게 아직 후사가 없으니 받아들일 수 없다고 슬프게 울면서 사양하였고, 죽어도 명을 따르지 않겠노라고 맹세하였다. 나는 감동하여 다시 다가가지 않았다. 15년이 흘러 널리 후궁을 뽑고 나서 다시 명을 내렸으나 빈은 또 고사하였는데 사속(하인, 노비)을 책벌하자 스스로 명을 받들었다. 당석(밤에 임금을 모심) 한 달에 임신을 하여 임인년(1782, 정조 6) 9월에 원량(왕세자)을 낳았다. 그 해에 소용으로 봉했고 금세 품계가 올라 의빈이 되었는데 아들이 왕세자가 되어서였다. 이에 더욱 스스로 삼가고 두려워하며 내전에게 온 마음과 힘을 다하여 정성껏 예를 갖췄다. 시침(밤에 웃전을 모시는 일)을 할 때 말하기를 "이제 나라의 형세가 의탁할 데가 있지만 위로 내전이 있고 또한 후궁(화빈 윤씨)이 있습니다."라고 하며 다시 당석하지 않으려 간절히 간하고 사양하며 피했다. 
내전은 이미 그 아들(문효세자)을 자기의 아들로 삼았으나, 가령 양육을 할 때는 반드시 생모에게 맡겼으니 곧 우리나라(조선)가 예로부터 전해오는 규칙과 정례였다. 빈은 감히 마음대로 하지 않고 내전을 따랐고 내전은 빈이 양육 하여금 하여 조금 장성하기를 기다렸다. (빈은) 곧 삼가 살피며 반드시 밤부터 아침까지 불을 밝혔고 잠을 잘 때는 옷을 벗은 적이 없기를 5년 동안이 하루 같았다. 몸소 천한 일을 하고 (문효세자에게) 극진하게 존중하며 말했다. 혹자가 너무 지나치지 않느냐고 말하면 대답하기를 "저군(왕세자)은 내전의 아들입니다. 내가 어찌 감히 내가 낳은 자식이라고 하면서 스스로를 높이겠습니까?" 하였다. 거처는 겨우 비바람을 가릴 정도였고 옷을 입고 음식을 먹는 데 있어서는 소박함을 따랐으며 (빈이) 말하기를 "내 오늘날의 부귀영화는 대단히 분수에 넘치는데 도리어 더욱 스스로를 과시하고 제멋대로 방자하게 군다면, 어찌 나 자신에게 재앙이 오지 않을 것이며 더욱이 동궁(왕세자)을 위해 복을 아낀다고 하겠는가?" 하였다. (1786, 정조 10) 5월의 변고(문효세자가 홍역으로 사망)를 당했을 적에 능히 이성적으로 비유하여 견디고 얼굴빛과 말에 드러내지 아니하였다. 사람들이 혹 괴이하게 여기고 어찌 조금도 걱정이 없냐고 하자 이르기를 "내 몸은 스스로의 것이 아닙니다. 지금 근심하면 나라에 큰 죄를 짓는 것과 같습니다." 하였다. 
어찌 그리 병에 걸렸단 말인가? 증세는 약과 침술로 고치지 못하였고 한 달 만에 병이 깊어졌다. (빈이) 날마다 필히 세수하는 모습을 내가 가서 보았다. 비록 정신은 혼미하여 어지럽고 몸은 움직일 수 없어도 나를 대할 때는 의관을 정제하고 기력을 내서 메아리가 울리듯이 응답했다. 임종하기 전날 밤에 내가 (빈에게) 가자 홀연히 처량하게 말보다 앞서 눈물을 흘렸다. 내가 꾸짖으며 말하기를 "평소에 나를 볼 때 슬픈 얼굴을 한 적이 없었거늘 이제는 이와 같으니 어째서인가?" 하였다. 빈이 대답하기를 "내전이 아들을 낳는 경사를 전부터 지극히 축원했습니다. 천신(천한 신하)이 다시 임신을 한 것이 비록 종사에는 매우 다행이지만, 남몰래 근심과 두려운 마음을 견딜 수가 없었습니다. 이제 복이 분수에 넘쳐서 병이 위독해졌습니다. 한 번 죽는 것은 슬프지 않으나 예전부터 바라던 소원을 이루지 못하고 죽음에 다다라서 애달픕니다. 혹 바라온데 자주 정전에 납시어 대를 이을 아들을 부지런히 구한다면 장차 다가오는 경사를 지하에서도 즐거워하고 기뻐할 것입니다." 하였다. 나는 감동하며 고개를 끄덕였다. (빈은) 이튿날 아침에 일어나 옷을 바르게 정리하고 자리에 나아가 (생을) 다하였다. 내가 들어가 보니 이미 어찌할 수가 없었다. 빈이 나라를 위하고 내전을 참으로 위하는 지극한 정성에는 거짓이 없었으니 어찌 죽음을 앞두고 이와 같이 간곡하겠는가? 내전은 일찍이 그 성의에 매우 친밀하여 (빈의) 죽음을 슬퍼하는 마음이 마치 형제를 잃는 듯했고, 궁 안 사람들은 탄식하고 애석해하며 통곡하고 부르짖기에 이르렀다.
빈이 내명부 후궁 품계를 받은 후로 나는 더욱 엄하게 단속하여 이따금씩 사람들이 감당하지 못할 처지였으나 (빈은) 기꺼이 한마음으로 왕명을 받들었다. 간혹 은택에 대해서는 오히려 두려워하며 멀리하였고 시간이 흘러도 겸손한 마음을 그대로 지켰다. 일찍이 빈의 집안 묘지 터가 이롭지 아니하니 논의하여 이장하자고 하자 빈이 간언하기를 "천한 집안의 일에 번거롭게 관청의 돈을 쓰는 일은 사사로운 뜻이 아니라 마음이 편안할 수 없습니다." 하였다. 내가 대답하기를 "이장은 중대한 일이라 그만둘 수 없는 일이니 원하건대 옷감을 팔아서 이장하는데 드는 비용을 보충하라." 하였다. 동궁(왕세자)의 외가 사친(성윤우, 부안 임씨)은 예에 따라 찬성으로 추증하지만 나는 일찍이 허락하지 않고 있다가 (1786, 정조 10) 5월에 (문효세자) 상을 당하고 나서 교지를 내렸다. 빈은 두려워하기를 마지않았고 집안사람이 주청하여 분황(관직을 추증할 때 지내는 의식)을 하려고 하자 빈이 말리며 이르기를 "추증은 곧 나라의 법전에 기재되어 있어 감히 받들지 않을 수 없으나 또 어찌 감히 함부로 장대히 하겠는고." 하였다. 이처럼 내가 빈에게 매양 은수(임금이 특별히 내리는 하사품)를 인색하게 내리는지라 음식과 옷감이 도리어 궁녀보다 못하였으나, 빈은 비록 능히 몸을 굽히고 검소함을 좇아 이행하였다. 그럼에도 걱정하면서 가난하고 군색하더라도 번번이 궁중 사람들에게 빌려줘서 빈이 죽고 나자 옷상자에 남아 있는 비단이 없어서 염습(고인을 씻기고 옷을 입히고 염포로 묶는 일) 할 때 모두 저자(시장)에서 구하였다. 생전에 은 수저를 만들지 않아서 반함(고인의 입속에 쌀, 구슬, 동전 등을 넣음)을 할 때 버드나무로 대신하였다. 궁인들이 눈을 휘둥그레 뜨고 서로 말하기를 "빈이 지켜 온 일을 진실로 알고 있었으나 진정한 청빈이 마침내 여기에 이른단 말인가." 하였다.
빈에게는 두 오라버니가 있는데 곤궁하여 스스로 살아갈 길이 없건만 일찍이 사사로이 도와준 적이 없었다. 내가 타이르며 말하기를 "조정의 관작은 대단히 함부로 내릴 수 없건만 너는 어찌하여 남은 녹봉으로 굶주림과 추위를 도와주지 않는가?" 하였다. 빈이 근심하며 대답하기를 "궁방이 설치된 후로 감히 웃전의 허락 없이는 한 물건도 제멋대로 쓰지 않았는데 하물며 사가의 천한 사람을 위하여 은덕을 줄 수 있겠습니까?" 하였다. 그 때문에 빈의 상사에 친족은 대체로 옷과 신발을 빌렸다고 한다. 후궁의 가족은 관직이 없으면 궁중 출입을 허락받을 수 없으나 본궁에서 접견을 허락하는 정례가 있었다. 그러나 빈은 본궁에 나가서 지내더라도 몇 년 동안 격조한 가족이 왔을 때 대문을 넘지 못하도록 하며 말하기를 "올 때 감히 웃전의 허락을 받지 아니하고는 만날 수 없다." 하였다. 대저 형제가 곤궁하고 난처하면 돕고자 하고 가족과 오래 떨어져 지내면 만나고자 함이 인지상정이거늘 빈이라고 어찌 다른 사람과 다르겠는가? 내 명을 삼가 지키고 한 가지 일도 마음대로 하지 않았음을 이를 통해 충분히 증험하였다. 
(빈은) 궁궐에 거처한 지 20여 년이 되었는데 아직 다른 사람을 못마땅하게 본 적이 없고, 혹 말하기 어려운 일이 있어서 다가가기 꺼려지더라도 자세하고 원활하게 하여 일이 이치에 맞고 옳게 이르도록 하였다. 나는 평소 밖에서 하는 말을 안으로 들이지 않았고 빈 또한 묵묵히 응하면서 대화 주제가 내정을 벗어나지 않았다. 내가 혹 처소에 이르면 부리는 궁중 여종들은 두려워서 숨고 감히 나아가지 못하였으니 (빈이) 스스로 삼가고 엄하게 아랫사람을 다스리는 바가 이와 같았다. 여공(수, 바느질, 길쌈 등)에 민첩하고 요리를 잘하는 것은 여사였고 문장 또한 예사 사람보다 뛰어났으니, 수리학을 배우면 자세하고 분명하게 알고 능히 깨달았다. 대개 정신과 식견이 열려서 진리를 깨달아 이르는 곳마다 밝게 깨달았으니 단지 재능과 기예만 완전히 갖춘 것에 그치지 않았다. 아, 빈의 장례 때 반드시 내가 비명(碑銘: 비석에 새긴 글)을 쓰는 것이 어찌 재주와 용모를 잊지 못해서 그러하겠는가?
나는 궁중을 다스림에 있어서 엄격하고 가혹하여 일을 할 때 아랫사람이 명을 받드는 데 있어서 뜻이 맞을 때가 적었다. 빈은 후궁의 대열에 든 지 20년이 되었는데 교훈으로 단단히 타일러서 경계를 삼게 하면 아주 작은 것이라도 뜻을 지켰다. 응대할 때는 법도가 있었고 스스로 밤낮으로 게으르지 않고 처음부터 끝까지 한결같으니 이것은 출중하게 어질어도 참으로 어렵다. 분수를 삼가 지키고 신분의 높낮음에 질서가 있고 엄격했다. 사적인 알현은 통렬히 끊었고, 이루어 놓은 것을 지킬 때 물이 찬 그릇처럼 조심하는 일을 경계하고 염려하였으니 이것은 더욱 어려운 일이다. 이제 의리의 관계는 지극하여 옳고 그름이 분명하게 드러났으나, 감히 말을 할 수 없고 일의 형세가 손을 쓸 수 없게 되어도 오히려 능히 오랫동안 정성을 들여 있는 힘을 다하여 물러서지 않고 지킨 의리는 마침내 지극히 마땅하고 바른 곳으로 가도록 하는 것은 글을 읽는 선비들도 쉽게 할 수 없는 일이다. 혹 그러한 사람이 있는다면 절조를 능히 잘 지킨다고 여길 수 있다고 당대에 이를 전하는 미담과 후일의 상론(옛사람을 평론함)이 될 것이다.
빈은 출신이 한미하여 스승의 도움을 받지 못했으나 잉첩의 도리를 배우지 않아도 이치를 알았으니, 내전을 위한 애타는 마음과 진심에서 나오는 정성은 천지신명도 인정할 것이고 쇠와 돌도 뚫을 수 있다. 한 몸의 높고 귀한 영화를 즐거워하지 않았고 한 몸의 높고 귀한 영화를 즐거워하지 않았으며, 언제나 간절하고 충정을 다하여 매우 간절한 말로서 반드시 내전을 위해 정성을 바치고자 하였다. 이로써 장차 죽음을 앞두고 애달프게 우는 것은 평생 동안의 간절한 소원을 이루고 싶은 마음이니, 비록 옛날에 죽은 뒤에도 간하는 충심과 배를 찌르는 정성도 진실로 이보다 더한 것이 없을 것이며 덕을 지키는 마음가짐이 순수한 것은 본연에서 나온 것임을 징험할 수 있었다.
마땅히 어진 아들을 낳아 왕세자의 자리를 계승하여 국가의 형세가 태산과 반석처럼 안정되는 공로를 세웠고 경사스럽게 왕실을 흥성하였으나, 국운이 불행하고 신의 이치가 많이 어긋나서 창졸간에 올해(1786, 정조 10) 여름에 상변(문효세자의 죽음)을 당하였다. 또 얼마 지나지 않아 배 속에 있는 아이와 함께 하루 아침에 저승으로 돌아가버렸으니 빈의 자취는 장차 이 세상에서 영영 사라질 것이다. 뛰어난 언행을 내가 기술하지 않는다면 누가 알고 전할 것인가. 끝내 사라지는 것을 애석하게 여긴다면 이것은 오직 빈 혼자만의 한이 아니라 문효에게도 한이 될 것이다. 마침내 대략 찬차(가려 뽑아 차례를 정함) 하였는데 (내가) 깨닫지 못한 사이에 말이 길어졌다.
빈은 계유년(1753, 영조 29) 생이고 향년은 34세로 1남 1녀를 두었다. 아들은 문효이고 딸은 첫해를 넘기지 못하고 요절했다. 빈은 창녕인으로 창녕 성씨이니 고려 중윤 인보가 시조가 되고 중윤의 아들 송국이 문하시중을 지냈고 삼대 이후에 비로소 본조(조선)에 들어와 여완은 검교정승을 지냈고 시호는 문정이었다. 문정의 첫째 아들은 석린, 둘째 아들은 석용이고 셋째 아들 석인은 예조판서 대제학을 지냈고 시호는 정평이었으며 빈의 선조가 된다. 가문이 중도에 기울어져서 보계를 잃었다. 7대조 만종이 제릉 참봉을 지냈고 고조 경이 군자감 정을 지냈다. 아버지 윤우는 찬성을 추증 받았고 어머니 임씨는 정경부인으로 추증 받았으니 인의를 지냈던 종주의 딸이다.
명(銘)에 이르기를, 하늘을 따르는 행동은 돈독한 행실이고 사람을 말로 감동시키는 것은 지극한 말이다. 몸소 정중히 행동하며 입으로는 지극한 말을 하였건만, 복록은 덕의 부응을 받지 못하고 위태로워졌으니 운명인가 보다. 저 고요한 율천은 문효가 잠들어 있는 곳이다. 길이 서로를 지켜줄 터이나 백세동안 배회할 것을 생각하며 상심할 것이다.
수록대부(상보국숭록대부) 금성위 겸 오위도총부 도총관 신 박명원은 임금의 명령을 받들어 전면을 삼가 기록합니다.
통정대부 이조참의 겸 규장각 검교 직각 지제의 신 서용보가 임금의 명을 받들어 음기를 삼가 기록합니다.

숭정기원(1628년)후 세 번째 병오(1786, 정조 10) 11월  일에 세우다.

### 어제의빈치제제문(御製宜嬪致祭祭文)
정조가 1786년(정조 10) 11월 7일에 지은 제문이다.
 건륭 51년 세차 병오(1786, 정조 10) 11월 신미(辛未) 초하루 7일 정축(丁丑). 국왕이 의빈 창녕 성씨의 영령에 유제하노라.

오호, 나는 여전히 빈의 죽음으로 이와 같이 슬프도다. 죽음의 변고는 참혹하고 인정이 끊어질듯이 아픈 마음은 문효(세자)를 잃고 곡하던 때보다 지극히 심한 일이 없었으나, 오로지 이치대로 슬픈 마음을 풀어나갔다. 세월이 흐르고 추위와 더위가 바뀌는 동안 보통 때처럼 같이 웃고 말하며 슬픈 얼굴을 하지 아니하여 서로 담담하게 잊은 줄 알았다. 그러나 빈의 죽음으로 오히려 이와 같이 슬프도다.   
오호라, 빈은 문효의 어머니이다. 빈의 배 속에 있는 아이는 문효의 동기(형제, 자매, 남매)이다. 문효는 볼 수 없어도 어머니에게 반드시 친애하고 사모하기를 구했을 것이고 그 흡사하게 닮은 형제를 필히 기다렸을 것이다. 찢어지도록 참혹하여도 슬픈 마음을 풀어낸 이유가 여기에 있었고 이치로 달랜 이유도 여기에 있었다. 이제 빈은 갑작스레 세상을 떠났고 배 속의 아이 역시 세상에 태어나지 못하였으니 문효의 자취와 남은 향기는 마침내 흔적도 없이 사라졌도다. 나는 장차 어찌 구할 것이고 무엇을 기다려야한단 말인가. 찢어지도록 아프고 참혹한 마음 역시 무엇을 말미암아 위로할 것이며 무슨 연유로 슬픔을 다스리겠는가. 나는 빈이 죽고 난 후에 비로소 문효의 흔적이 나날이 멀어지고 있음을 느끼고 있으며, 날이 갈수록 더욱 잊을 수 없는 것이 슬프도다. 이에 지금의 슬픈 마음이 이전의 슬픔보다 아주 심한 까닭이 어찌 빈의 죽음만을 슬퍼하는 것이겠는가?

아, 빈첩(후궁)에 있어서 도리를 알던 그 어짊은 영예롭고 귀한 자리에서도 말과 행동을 삼갔으니 마땅히 복록을 받아야 마땅하건만, 문효를 잃고 눈물이 채 마르기 전에 다시금 배 속의 아이와 함께 저승 길에 이르렀으니 빈의 운명 또한 심히 슬프도다. 이제 빈을 보내 문효의 곁에 장사지내니 이는 진실로 빈의 소원이다. 현수(玄隧: 무덤 속으로 통하는 길)와 매우 가까워 영혼이 서로 통할 것이니 영원토록 슬프게 이별하는 한을 길이 위로할 것이나, 또한 슬프게도 나는 슬픔을 잊을 수 없도다. 그러한가? 그렇지 아니한가? 아, 슬프도다. 흠향 하라.

### 어제의빈삼년내각제축문(御製宜嬪三年內各祭祝文)
정조가 의빈 성씨의 죽음에 대해 발인부터 3년 탈상 후 담제까지 제사 때마다 지은 어제 제축문(御製 祭祝文)의 서식을 적었다.

### 어제의빈삼년후각제축문(御製宜嬪三年後各祭祝文)
의빈 성씨의 상장례를 모두 마치고 탈상한 후 1년 동안 지낸 각종 제사 때 정조가 작성한 어제 축문을 모은 것이다.

## 조상
창녕 성씨(昌寧 成氏) 상곡공파 허백당계
- 11대 조부 : 예조판서 대제학 성현(禮曹判書 大提學 成俔, 허백당, 1439 ~ 1504)
- 11대 조모 : 증 정경부인 한산 이씨(贈 貞敬夫人 韓山 李氏) - 상례 이숙(相禮 李塾)의 딸
- 10대 조부 : 예조판서 대제학 성세창(禮曹判書 大提學 成世昌, 1481 ~ 1548)
- 10대 조모 : 정경부인 전주 이씨(貞敬夫人 全州 李氏) - 장양부정 이주(長陽副正 李儔)의 딸
- 10대 조모 : 정경부인 고성 이씨(貞敬夫人 固城 李氏) - 참판 이육(參判 李陸)의 딸
- 9대 조부 : 증 참판 성해(贈 參判 成諧, 1497 ~ 1556)
- 9대 조모 : 평산 신씨(平山 申氏) - 사성 신엄(司成 申儼)의 딸
- 9대 조모 : 철성 이씨(鐵城 李氏) - 판관 이황(判官 李滉)의 딸
- 8대 조부 : 현감 성자심(縣監 成子深)[주 3]
- 8대 조모 : 평산 신씨(平山 申氏) - 진사 신유(進士 申裕)의 딸
- 7대 조부 : 제릉 참봉 성만종(齊陵 參奉 成萬種)[주 4]
- 7대 조모 : 전주 이씨(全州 李氏)
- 6대 조부 : 성운(成䉙)
- 6대 조모 : 경주 김씨(慶州 金氏) - 증 영의정 김응무(贈 領議政 金應武)의 딸
- 5대 조부 : 노사직 성숙양(籚司直 成叔良)
- 5대 조모 : 대구 백씨(大邱 白氏) - 계공랑 백수(啓功郎 白壽)의 딸
- 고조부 : 군자감 정 성경(軍資監 正 成景)
- 고조모 : 김해 김씨(金海 金氏) - 진사 김이남(進士 金爾南)의 딸
- 증조부 : 증 이조참판 성근립(贈 吏曹參判 成謹立, 1639 ~ 1709)
- 증조모 : 증 정부인 충주 유씨(贈 貞夫人 忠州 劉氏, 1645 ~ 1705) - 유효천(劉孝天)의 딸

## 가족관계
- 조부 : 증 이조판서 성수산(贈 吏曹判書 成壽山, 1668 ~ 1749)[102]
- 조모 : 증 정부인 김해 김씨(贈 貞夫人 金海 金氏, 1674 ~ 1698) - 통덕랑 김몽설(通德郎 金夢說)의 딸
- 조모 : 증 정부인 창원 황씨(贈 貞夫人 昌原 黄氏, 1677 ~ 1747) - 현감 황상(縣監 黃晌)의 딸
  - 백부 : 성윤조(成胤祚)
  - 백모 : 밀양 박씨(密陽 朴氏) - 현감 박성진(縣監 朴成震)의 딸
    - 사촌 : 성호(成灝)
    - 사촌 올케 : 경주 김씨(金海 金氏) - 김후석(金厚錫)의 딸
    - 사촌 : 성연(成淵)
    - 사촌 올케 : 청송 심씨(靑松 沈氏) - 심억(沈億)의 딸

  - 아버지 : 증 찬성 성윤우(贈 贊成 成胤祐, 1709 ~ 1769)
  - 전어머니 : 장흥 마씨(長興 馬氏, 1715 ~ ?) - 직장 마시행(直長 馬時行)의 딸[주 5]
  - 친어머니 : 증 정경부인 부안 임씨(贈 貞敬夫人 扶安 林氏, 1722 ~ 1756) - 통덕랑 임종주(通德郞 林宗胄)의 딸
  - 새어머니 : 단양 지씨(丹陽 池氏)

- -     - 언니 : 창녕 성씨(昌寧 成氏)[주 6]
    - 형부 : 강덕순(康德淳) - 신천 강씨(信川 康氏), 동지중추부사(同知中樞府事) 강문도(康文道)의 아들[103]
    - 오빠 : 성담(成湛, 1741 ~ 1783) - 무과(武科)
    - 새언니 : 성주 이씨(星州 李氏, 1739 ~ 1770) - 통덕랑 이후방(通德郞 李后芳)의 딸
    - 새언니 : 전주 이씨(全州 李氏, 1751 ~ 1799)
      - 조카 : 현감 성국민(縣監 成國民, 1766 ~ 1809)
      - 질부 : 강릉 유씨(江陵 劉氏, 1768 ~ 1809) - 유창연(劉昌淵)의 딸, 동지중추부사 유계조(同知中樞府事 兪啓祚)의 손녀
      - 조카 : 성희민(成羲民, 1780 ~ 1809)
      - 질부 : 전주 이씨(全州 李氏) - 이학기(李學基)의 딸

    - 오빠 : 절충장군 성협(折衝將軍 成浹, 1742 ~ 1810)
    - 새언니 : 강릉 최씨(江陵 崔氏)
    - 새언니 : 단양 문씨(丹陽 文氏)
      - 조카 : 선략장군 성도민(宣略將軍 成道民)
      - 질부 : 밀양 박씨(密陽 朴氏) - 박춘식(朴春植)의 딸
      - 조카 : 성호민(成皥民)
      - 질부 : 청주 한씨(淸州 韓氏) - 한종휴(韓宗休)의 딸

    - 오빠 : 부사용 성완(副司勇 成浣, 1743 ~ 1806) - 성식(成湜)에서 개명
    - 새언니 : 청주 한씨(淸州 韓氏, 1742~1794)
      - 조카 : 첨정 성순민(僉正 成舜民, 1763 ~ 1849)
      - 질부 : 단양 우씨(丹陽 禹氏) - 우세주(禹世疇)의 딸
      - 조카 : 성덕민(成德民, 1782 ~ 1828)
      - 질부 : 의령 남씨(宜寧 南氏, 1780 ~ 1812) - 남격(南格)의 딸
      - 조카 : 창녕 성씨(昌寧 成氏, 1776 ~?)
      - 질서 : 조상주 (趙尙周) - 한양 조씨(漢陽 趙氏)

    - 오빠 : 성숙(成淑)
    - 새언니 : 미상
      - 조카 : 성여민(成與民)

    - 언니 : 창녕 성씨(昌寧 成氏)
    - 형부 : 윤광은(尹光殷, ? ~ 1807) - 파평 윤씨(坡平 尹氏), 윤귀영(尹貴永)에서 개명[주 7]
      - 조카 : 윤동철(尹東喆)

    - 동생 : 만호 성흡(萬戶 成洽, 1762 ~ ?) - 무과(武科)
    - 올케 : 금천 나씨(錦川 羅氏) - 나성찬(羅星燦)의 딸
      - 조카 : 성준민(成俊民)

  - 숙부 : 성연지(成淵祉)
  - 고모 : 창녕 성씨(昌寧 成氏)
  - 고모부 : 정희규(鄭熙揆) - 연일 정씨(延日 鄭氏)
  - 고모 : 창녕 성씨(昌寧 成氏)
  - 고모부 : 임성징(林聖徴) - 임천 임씨(林川 林氏)

창녕 성씨(昌寧 成氏) 족보 미등록
- - 고모 : 공조판서 정방(工曹判書 鄭枋, 1707~1789)의 첩[104]
    - 언니 : 영의정 홍낙성(領議政 洪樂性, 1718∼1798)의 첩[105]
    - 6촌 언니 : 정득환(鄭得煥, 1735 ~ 1771)[106]의 첩[107]

왕가(王家 : 전주 이씨)
- 시조부 : 제21대 영조대왕(英祖大王, 1694 ~ 1776, 재위 1724 ~ 1776)
- 시조모 : 정성왕후 서씨(貞聖王后 徐氏, 1692 ~ 1757)
- 시조모 : 정순왕후 김씨(貞純王后 金氏, 1745 ~ 1805)
- 생시조모 : 소유영빈 이씨(昭裕暎嬪 李氏, 1696 ~ 1764)
  - 시부 : 추존 진종 소황제 (眞宗 昭皇帝, 1719 ~ 1728)
  - 시모 : 추존 효순소황후 조씨 (孝純昭皇后 趙氏, 1715 ~ 1751)
  - 생시부 : 추존 장조의황제(莊祖懿皇帝, 1735 ~ 1762)
  - 생시모 : 추존 헌경의황후 홍씨(獻敬懿皇后 洪氏, 1735 ~ 1815)
    - 남편 : 제22대 정조선황제 (正祖宣皇帝, 1752 ~ 1800, 재위 1776 ~ 1800)
      - (유산 : 1780년, 1781년 추정)
      - 장남 : 문효세자 (文孝世子, 1782년 10월 13일 ~ 1786년 음력 5월 11일)
      - 장녀: 옹주 (翁主, 1784년 5월 9일 ~ 1784년 음력 5월 12일)
      - 셋째 : 복중 사망 - 1786년 음력 10월 출산 예정[108]

## 관련 장소

### 거둥고개
서울특별시 용산구 효창동에 있는 고개로서, 정조가 효창원(孝昌園)에 거둥할 때 넘던 고개였던 데서 유래된 이름이다. 본래 의빈묘(宜嬪墓)와 효창원(孝昌園)이 한 영역에 있어서 정조는 효창원을 갈 때 의빈묘도 함께 방문했었다.

### 홍예동
서울특별시 마포구 신공덕동에 있던 마을로서, 지금은 효창공원이 된 정조의 맏아들 문효세자와 그의 생모인 의빈 성씨의 묘소인 효창원으로 가는 길목에 있던 마을 이름이었다. 효창원의 봉분을 멀리서 보면 홍예(무지개)처럼 보이기 때문에 홍예분(紅霓墳)이라고도 하였다.

### 덕양구
의빈 성씨와 문효세자의 무덤은 현재 경기도 고양시 덕양구에 있는데, 공교롭게도 의빈 성씨의 이름은 덕임이고 문효세자의 이름은 양이다.

## 의빈이 등장한 작품(현대)

### 소설
| 연도          | 제목                       | 역할      |
| ------------- | -------------------------- | --------- |
| 2005년        | 《비단속옷》               | 성연      |
| 2005년        | 《영혼의 방아쇠를 당겨라》 | 강건희    |
| 2007년~2008년 | 《이산 정조대왕》          | 성송연    |
| 2017년        | 《우아한 환생》            | 의빈 성씨 |
| 2020년        | 《궐에서 사랑을 찾다》     | 성화리    |
| 2021년        | 《옷소매 붉은 끝동》       | 성덕임    |

### 드라마
| 연도          | 방송사 | 제목                       | 역할      | 작가   | 배우                        | 방송횟수          | 시청률 |
| ------------- | ------ | -------------------------- | --------- | ------ | --------------------------- | ----------------- | ------ |
| 1989년        | MBC    | 《조선왕조 오백년 - 파문》 | 의빈 성씨 | 신봉승 | 정은숙                      | 28부작            |        |
| 2007년~2008년 | MBC    | 《이산》                   | 성송연    | 김이영 | 이한나(아역) → 한지민(성인) | 77부작+스페셜 3회 | 35.5%  |
| 2021년        | MBC    | 《옷소매 붉은 끝동》       | 성덕임    | 정해리 | 이설아(아역) → 이세영(성인) | 17부작            | 17.4%  |

### 예능
| 방송일          | 방송사 | 제목                                                                | 역할      | 배우                        |
| --------------- | ------ | ------------------------------------------------------------------- | --------- | --------------------------- |
| 2017년 1월 1일  | MBC    | 《신비한 TV 서프라이즈》 746회 언빌리버블 스토리 '왕이 사랑한 여자' | 성덕임    | 구민주(아역) → 김하영(성인) |
| 2018년 1월 25일 | JTBC   | 《차이나는 클라스》 46회                                            | 의빈 성씨 |                             |
| 2019년          | 채널A  | 《천일야사》                                                        | 성덕임    | 송도원                      |

### 뮤지컬
| 연도   | 주최   | 주관           | 제목                    | 역할   | 배우   |
| ------ | ------ | -------------- | ----------------------- | ------ | ------ |
| 2016년 | 수원시 | 수원시립공연단 | 《정조-만천명월주인옹》 | 성선우 | 홍민아 |

### 판소리
| 연도   | 주최   | 주관         | 제목       | 역할   | 배우   |
| ------ | ------ | ------------ | ---------- | ------ | ------ |
| 2017년 | 수원시 | 수원문화재단 | 《정조가》 | 성덕임 | 신유진 |

### 만화
| 날짜            | 장르        | 제목             | 소제목                    | 작가             | 역할   |
| --------------- | ----------- | ---------------- | ------------------------- | ---------------- | ------ |
| 2018년 5월 26일 | 네이버 웹툰 | 《조선왕조실톡》 | 311. 너같은 여자 처음이다 | 무적핑크(변지민) | 성덕임 |

## 같이 보기
- 조선 정조
- 문효세자
- 효창공원
- 청연공주
- 청선공주
- 혜경궁 홍씨
- 홍봉한
- 홍낙성
- 황윤석
- 이재난고
- 칠궁

## 주해
1. ↑  숙빈 최씨의 장지가 명선공주와 명혜공주의 묘산이 있는 청룡 터에 조성하려고 하자 숙종은 내관 장후재를 파직시키고 다시 정하게 했다.
2. ↑  《승정원일기》, 《이재난고》,  《무보》,  《갑진왕세자책봉경용호방》, 《창녕성씨상곡공파보》의 성윤우는 모두 동일 인물이다.
3. ↑  자녀가 한극성(韓克誠)의 처만 있어서 만종(萬種)을 양자로 들였다.
4. ↑  《창녕성씨상곡공파보》에는 이름은 칙(恜)이고 자(字)를 만종(萬種)이라 하였다.
5. ↑  장흥 마씨는 1775년(영조 51)에 사망했다고 하나, 1769년(영조 45)에 성윤우가 사망했을 때 부안 임씨와 합장되었다.
6. ↑  남편 강덕순(康德淳)의 부인은 창녕 성씨만 있고 아들 강의신(康義信)은 1755년(영조 31) 생이다. 그러므로 창녕 성씨는 성숙(成淑)의 동생이 될 수 없고 성담(成湛), 성협(成浹), 성완(成浣), 성숙(成淑)의 누나가 된다.
7. ↑  1786년(정조 10)에 아들 윤동철(尹東喆)이  의빈묘 전감(宜嬪墓典監)으로 차출되었다. 1799년(정조 23)에 윤광은(尹光殷)이 의빈묘 전감(宜嬪墓典監)으로 차출되었다.[한국고전종합DB《일성록》순조 8년 무진(1808, 가경) 3월 17일(무진) 6번째 기사]